# Crémant de Loire
Le crémant de Loire est un vin effervescent d'appellation d'origine contrôlée produit sur les aires d'appellation anjou, saumur et touraine, c'est-à-dire sur une vaste partie du vignoble de la vallée de la Loire.

## Histoire
La culture de la vigne est implantée dans la région depuis plus de 2 000 ans, grâce notamment au développement de nombreux monastères et abbayes.
Le vignoble prend son essor aux XVIe et XVIIe siècles à la faveur du commerce avec la Hollande. Les riches drapiers du nord utilisent la Loire pour s'approvisionner en vins blancs des Ponts-de-Cé, de Saumur ou de Vouvray. À cette époque les bulles sont considérées comme un défaut. Le tournant s'amorce au XIXe siècle avec l'élaboration des premiers vins de fines bulles, à la suite du constat de la capacité de ces vins à développer une seconde fermentation. En 1811, Ackerman commence à produire des fines bulles,  la production de ces vins de Loire se structure peu à peu avec la naissance d'importantes maisons de négoce. Avec l'arrivée du chemin de fer dans la deuxième moitié du XIXe siècle, ces vins connaissent une belle progression commerciale. En 1936, les premières AOC se développent. 
L'AOC crémant de Loire apparaît en 1975. C'est une forme de reconnaissance de la typicité de ce produit d'assemblage, fondée sur le chenin pour le blanc, et sur le cabernet franc pour le rosé. Le cahier des charges de l'appellation a été modifié en janvier 2024.

## Géographie

### Orographie
La topographie de cette zone de production dépasse souvent les 100 mètres mais jamais les 200 mètres et est assez vallonnée au sud à proximité des rivières, alors que le nord demeure tabulaire. En revanche, la rive nord longeant la Loire est plus vallonnée.

### Terroirs
D'est en ouest, sur les 250 kilomètres sur lesquels s'étend l'appellation, les terroirs ligériens varient autour de deux types de sols principaux : les ""terres blanches" et les ""terres noires". Les premières, composées de sols argilo-calcaires et présentes à l'est, notamment dans le Saumurois et en Touraine, sont à l'origine de la pierre de tuffeau dont l'exploitation a permis d'ériger les châteaux de la Loire à la pierre blanche caractéristique et de former les caves où sont stockés les vins de Loire. À l'ouest de l'AOC, on trouve des sols schisteux ou argilo-schisteux, les "terres noires", issus des formations primaires du Massif Armoricain. Ces deux types de sols ont la particularité de présenter des réserves utiles en eau modérées et de bonnes capacités de drainage.

### Climat
L'incontournable "douceur angevine", dont se languissait le poète angevin Joachim du Bellay alors qu'il résidait en Italie, est l'un des éléments clés de la qualité des vins locaux. Ce n'est pas par hasard si les Romains, il y a 2 000, avaient déjà planté des vignes sur les coteaux ensoleillés des bords de la Loire et de ses affluents. À l'ouest de l'appellation, l'influence conjuguée de l'océan et de la Loire offre une météo clémente, qui profite à la fois de la douceur océanique des températures, de l’ensoleillement des coteaux du sud de la Loire et d'une pluviométrie relativement faible - autour de 600 millimètres par an. À partir des frontières de la Touraine, à l'approche de la région Centre, le climat se fait semi-continental, mais reste néanmoins protégé des grands froids comme des grosses chaleurs. Ces conditions climatiques sont particulièrement propices à la culture de la vigne et à la qualité des vins effervescents élaborés par les vignerons, forgeant ainsi la réputation du vignoble.
| Mois                              | jan. | fév. | mars | avril | mai  | juin | jui. | août | sep. | oct. | nov. | déc. | année |
| --------------------------------- | ---- | ---- | ---- | ----- | ---- | ---- | ---- | ---- | ---- | ---- | ---- | ---- | ----- |
| Température minimale moyenne (°C) | 2,1  | 2,2  | 3,9  | 5,6   | 8,9  | 11,8 | 13,6 | 13,4 | 11,3 | 8,4  | 4,6  | 2,8  | 7,4   |
| Température moyenne (°C)          | 5    | 5,7  | 8,2  | 10,4  | 13,9 | 16,2 | 19,2 | 19,1 | 16,5 | 12,7 | 8    | 5,6  | 11,8  |
| Température maximale moyenne (°C) | 7,9  | 9,2  | 12,6 | 15,3  | 19   | 22,6 | 24,9 | 24,7 | 21,8 | 17   | 11,4 | 8,4  | 16,2  |
| Ensoleillement (h)                | 70   | 92   | 141  | 179   | 201  | 234  | 248  | 237  | 191  | 129  | 89   | 65   | 1 877 |
| Précipitations (mm)               | 62,1 | 50,8 | 51,7 | 44,6  | 54,4 | 41,2 | 43,8 | 44,9 | 52,2 | 59,6 | 64,5 | 63,4 | 633,4 |

## Vignoble

### Aire d'appellation
L'appellation est produite en 2023 sur un total de 3 659 hectares, dont 3 186 ha pour du crémant blanc et 472 ha en crémant rosé.
La récolte des raisins, la vinification, l'élaboration, l'élevage et le conditionnement des vins sont assurés principalement sur trois départements :
Indre-et-Loire,
Loir-et-Cher,
et Maine-et-Loire,
plus quelques communes des Deux-Sèvres
et de la Vienne.

### Encépagement

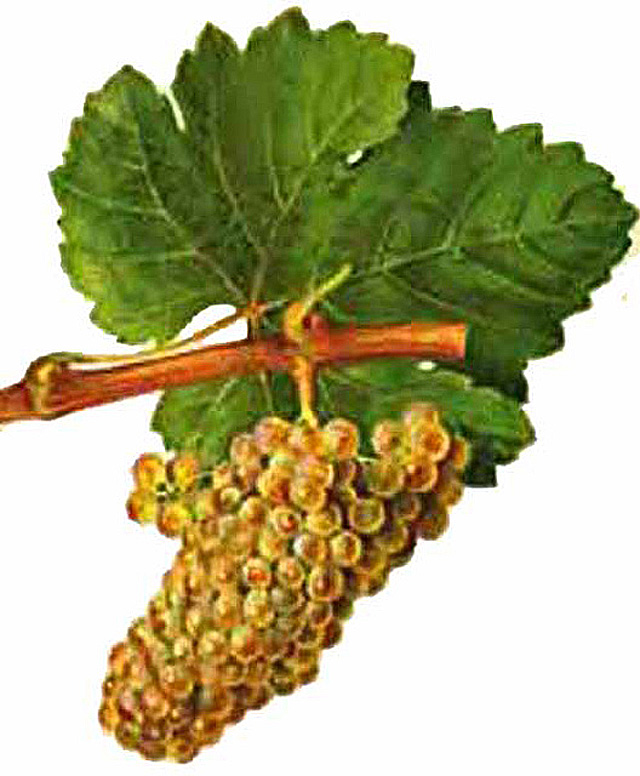
Chenin blanc, dans l'ampélographie Viala et Vermorel

Les vins sont issus des cépages suivants :
- cépages blancs : chardonnay B, chenin blanc B, orbois B ;
- cépages noirs : cabernet franc N, cabernet sauvignon N, grolleau N, grolleau G, pineau d'Aunis N, pinot noir N.

### Techniques culturales et méthode traditionnelle
Le décret du 17 octobre 1975, révisé le 23 septembre 2011, fixe les règles d’un cahier des charges exigeant, attaché à une méthode traditionnelle. Une récolte manuelle dans des cagettes avec un maximum de 40 centimètres de hauteur de raisins pour préserver au maximum l’intégrité des baies, un minimum de 150 kilos de raisins pour 100 litres de moût, un pressurage doux dans un délai court après la récolte… Le vin ainsi obtenu (entre 9 et 12 degrés) est la base d’un assemblage, la cuvée, qui donnera sa personnalité au Crémant de Loire. L’étape suivante est la prise de mousse ou seconde fermentation alcoolique en bouteille : le vin devient alors effervescent sous l’action des levures. Le vin dort ensuite en cave sur des lattes pendant 9 mois minimum durant lesquels les lies vont libérer leurs complexes aromatiques et donner de la rondeur au vin.
La dernière étape consiste en la séparation des lies par dégorgement. Une phase de remuage permet d'amener le dépôt de lies au niveau du goulot en tournant et en amenant progressivement les bouteilles sur leur pointe. Ce dépôt est enfin refroidi et expulsé sous la pression lorsque la bouteille est décapsulée.
Pour l'aire de l'appellation Anjou, les vignes présentent une densité minimale de 4 000 pieds à l'hectare. Elles ne peuvent présenter un écartement entre rangs supérieur à 2,50 mètres et un écartement entre pieds sur un même rang inférieur à un mètre. Les vignes situées au sein de l'aire géographique de l'appellation d'origine contrôlée Touraine doivent avoir une densité minimale de 4 500 pieds par hectare. Elles ne peuvent présenter un écartement entre rangs supérieur à 2,10 mètres et un écartement entre pieds sur un même rang inférieur à un mètre. Pour le vignoble correspondant à l'AOC Cheverny, la densité minimale est de 4 500 pieds à l'hectare. Elles ne peuvent présenter un écartement entre rangs supérieur à 2,10 mètres. L'écartement entre pieds sur un même rang est compris entre 0,90 et 1,20 mètre.
Les vignes doivent être taillées au plus tard le 30 avril. Suivant les cépages la taille se fait entre 10 ou 14 yeux francs par pied. La charge maximale moyenne à la parcelle est fixée à 13 000 kilogrammes par hectare.

## Vins
En 2023, un total de 271 376 hectolitres de crémant de Loire ont été produits, dont 235 370 hl de crémant blanc (87 %) et 36 006 hl de crémant rosé (13 %). La production était d'environ 140 000 hl en 2017. En volume, il s'agit en 2023 du troisième vin effervescent produit en France, après le champagne et le crémant d'Alsace.

### Vinification et type de vin

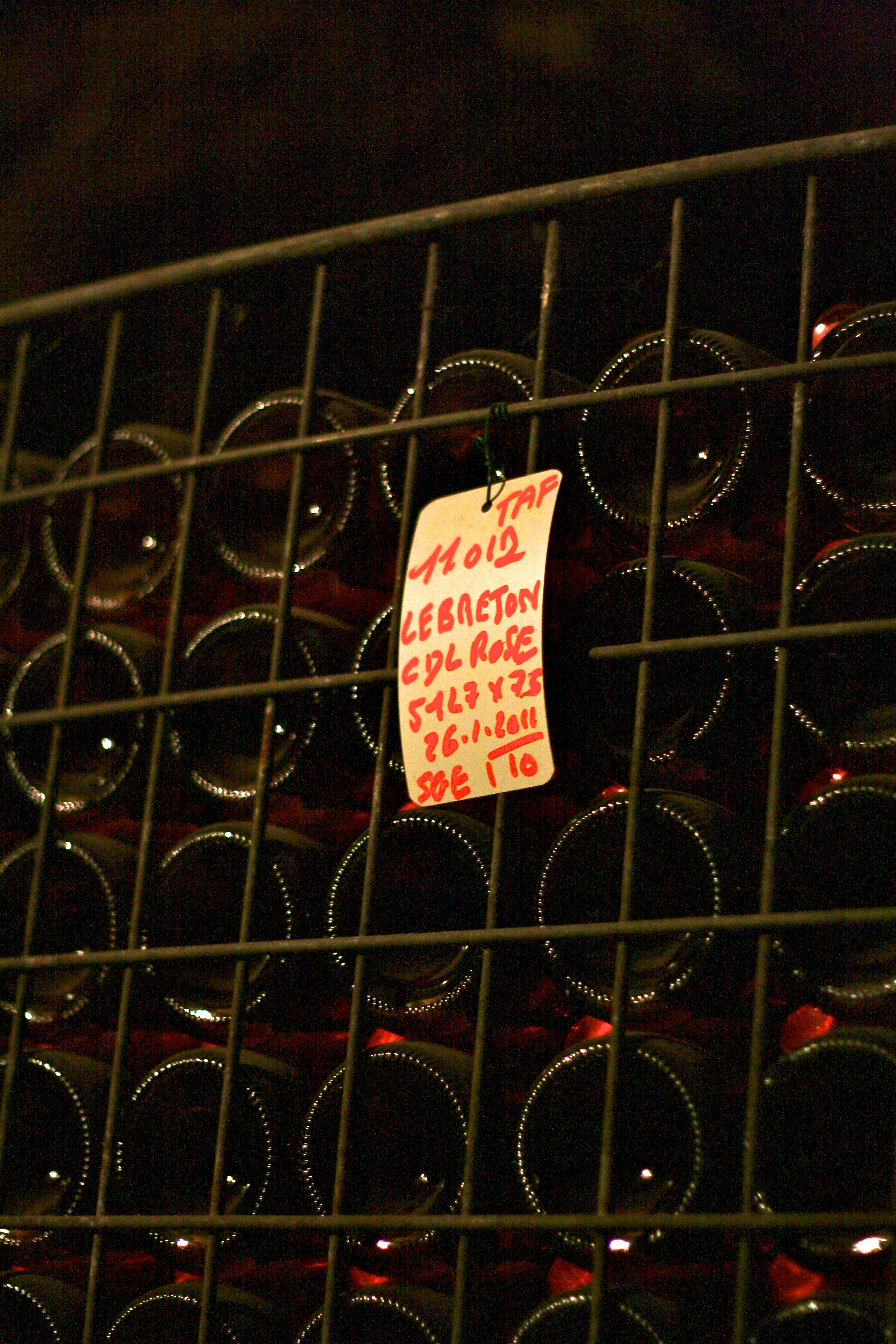
Stockage de crémant de Loire rosé.

Les vins sont vinifiés en blanc et rosé effervescents par la méthode traditionnelle avec une seconde fermentation en bouteille. Pour les blancs, le chenin est très souvent assemblé au chardonnay, tandis que les rosés assemblent le cabernet franc, le grolleau et le chenin.
Le blanc présente une robe jaune pâle, aux reflets verts. Ce vin dégage une mousse onctueuse et dense, à la bulle fine. Son nez, distingué et délicat, est marqué par des notes de fruits à chair blanche, comme la pomme, ainsi que par des touches de noisettes, d’amandes et de vanille. La bouche est légère, délicate et fine. Il est à noter que sur les demi-secs l’onctuosité est bien maîtrisée. 
Le rosé possède une robe rose saumon assez soutenue et sa mousse est crémeuse et aérienne. À l'agitation se dégagent des touches de petits fruits rouges comme la cerise, la framboise et la fraise des bois. Les cuvées demi-sec sont idéales dans leur jeunesse.

### Gastronomie
Ce vin peut être dégusté en apéritif ou en cocktail. Il doit être servi frais mais non glacé, vers 6 à 8 °C.
Le crémant peut parfaitement accompagner des desserts, des poissons ainsi que des viandes. Il peut être à la base de l'élaboration d'un sabayon qui peut se déguster seul ou accompagné des figues rôties ou du pain d'épices, ainsi que du pain perdu ou des ananas poêlés. Il est conseillé pour se marier avec des poissons de la Loire comme le sandre ou le brochet. Il excelle sur des mets où entrent la lotte ou le turbot et révèle son élégance en accompagnant un homard. Il est de plus un parfait compagnon pour les viandes blanches comme le veau, l'agneau de lait et les volailles dont la poularde et les pigeonneaux.